# Longitarsus caroli
Longitarsus caroli es una especie de insecto coleóptero de la familia Chrysomelidae. Fue descrita científicamente en 1985 por Bastazo & Garcia Raso.